# Smith County (Mississippi)
Das Smith County ist ein County im US-Bundesstaat Mississippi. Das U.S. Census Bureau hat bei der Volkszählung 2020 eine Einwohnerzahl von 14.209 ermittelt.
Der Verwaltungssitz (County Seat) ist Raleigh. Das County gehört zu den Dry Countys, was bedeutet, dass der Verkauf von Alkohol eingeschränkt oder verboten ist.

## Geographie
Das County liegt südlich des geographischen Zentrums von Mississippi und hat eine Fläche von 1651 Quadratkilometern, wovon vier Quadratkilometer Wasserfläche sind. Es grenzt an folgende Countys:
| Rankin County  | Scott County     |               |
| Simpson County |                  | Jasper County |
|                | Covington County | Jones County  |

## Geschichte
Das Smith County wurde am 3. Dezember 1833 aus Teilen des Choctaw-Landes gebildet. Benannt wurde es nach David Smith, einem Marineoffizier.
Ein Bauwerk im County ist im National Register of Historic Places eingetragen (Stand 3. Februar 2018), das Taylorsville Signal Office and Watkins General Store.

## Demografische Daten

Alterspyramide des Smith Countys (Stand: 2000)

Nach der Volkszählung im Jahr 2000 lebten im Smith County 16.182 Menschen in 6046 Haushalten und 4558 Familien. Die Bevölkerungsdichte betrug 10 Personen pro Quadratkilometer. Ethnisch betrachtet setzte sich die Bevölkerung zusammen aus 76,11 Prozent Weißen, 23,11 Prozent Afroamerikanern, 0,11 Prozent amerikanischen Ureinwohnern, 0,10 Prozent Asiaten, 0,04 Prozent Bewohnern aus dem pazifischen Inselraum und 0,19 Prozent aus anderen ethnischen Gruppen; 0,35 Prozent stammten von zwei oder mehr Ethnien ab. 0,59 Prozent der Bevölkerung waren spanischer oder lateinamerikanischer Abstammung, die verschiedenen der genannten Gruppen angehörten.
Von den 6046 Haushalten hatten 35,9 Prozent Kinder unter 18 Jahren, die mit ihnen lebten. 59,6 Prozent waren verheiratete, zusammenlebende Paare, 11,9 Prozent waren allein erziehende Mütter und 24,6 Prozent waren keine Familien. 23,0 Prozent aller Haushalte waren Singlehaushalte und in 11,6 Prozent lebten Menschen im Alter von 65 Jahren oder darüber. Die durchschnittliche Haushaltsgröße lag bei 2,65 und die durchschnittliche Familiengröße bei 3,13 Personen.
27,5 Prozent der Bevölkerung war unter 18 Jahre alt, 8,7 Prozent zwischen 18 und 24, 27,3 Prozent zwischen 25 und 44, 22,6 Prozent zwischen 45 und 64 Jahre alt und 13,9 Prozent waren 65 Jahre oder älter. Das Durchschnittsalter betrug 36 Jahre. Auf 100 weibliche kamen statistisch 95,5 männliche Personen und auf 100 Frauen im Alter von 18 Jahren oder darüber kamen 91,6 Männer.

Das durchschnittliche Einkommen eines Haushaltes betrug 30.840 USD, das einer Familie 36.780 USD. Männer hatten ein durchschnittliches Einkommen von 28.698 USD, Frauen 20.154 USD. Das Prokopfeinkommen lag bei 14.752 USD. Etwa 12,9 Prozent der Familien und 16,9 Prozent der Bevölkerung lebten unterhalb der Armutsgrenze.

## Städte und Gemeinden
| Towns - Mize - Raleigh - Taylorsville | Villages - Polkville - Sylvarena | Unincorporated Communitys - Burns - Summerland |